# 軽野神社 (伊豆市)
軽野神社（かるのじんじゃ）は、静岡県伊豆市の神社。

## 歴史
創建年代は不明である。ただ延喜式の式内社に比定されていることから、少なくとも延喜年間（901年 - 923年）には既に存在していたものと推測される。
『日本書紀』の応神天皇五年（274年）の条によれば、勅命により当社付近の木材で船を作らせたところ、船が軽く浮かび上がったことから、「軽野」という社名の由来になったという。

## 交通アクセス
- 大平ICより車3分。